# Миленко Пикула
Проф. др Миленко Пикула је руководилац катедре за математику, физику и рачунарство Филозофског факултета Универзитета у Источном Сарајеву.

## Биографски подаци

### Школовање
Миленко Т. Пикула рођен је 10. октобра 1947. године у Сливљима, општина Гацко. Основну школу завршио је у Фојници код Гацка, а средњу Геодетско-техничку у Сарајеву. Студирао је на Природно-математичком факултету у Сарајеву, Одсјеку за математику гдје је дипломирао 1972. године. Одмах по дипломирању уписао је постдипломске студије на истом факултету, такође на Одсјеку за математику. Године 1977. одбранио је магистарски рад из обасти функционалне анализе на тему „Монотони оператори и њихове примјене“. Докторску дисертацију „Регуларизовани трагови диференцијалних оператора са кашњењем“ из области теорије диференцијалних оператора одбранио је такође на Природно-математичком факултету у Сарајеву 1983. године, чиме је стекао научно звање доктора математичких наука.

### Запослење
Одмах по завршетку студија, запошљава се на Електротехничком факултету у Сарајеву као асистент-приправник на Катедри за математику. Од 1977-1983. године заослен је у звању асистента на истој катедри. По одбрани докторске дисертације, стиче звање доцента и наставља да ради на истом факултету. Током школске 1992/93. године био је ангажован у настави на Природно-математичком факултету у Подгорици и на Факултету за поморство у Котору. Током идуће двије године стално је запослен на Факултету за поморство у Котору у звању ванредног професора. Године 1995. почиње да ради на Учитељском факултету у Ужицу, Универзитета у Крагујевцу. На овом факултету је стекао звање редовни професор 1999. године из области методика наставе математике. На Универзитету Источно Сарајево 2003. године бира се у редовног професора из области математичка анализа и примјене. Од 2004. до 2008. године је обављао функцију декана Филозофског факултета, данас је руководилац катедре за математику, физику и рачунарство на овом факултету.